# Polygala rarifolia
Polygala rarifolia är en jungfrulinsväxtart som beskrevs av Dc.. Polygala rarifolia ingår i släktet jungfrulinssläktet, och familjen jungfrulinsväxter. Inga underarter finns listade i Catalogue of Life.